# Lièvre de Chine
Lepus sinensis
Espèce
Répartition géographique
Statut de conservation UICN

 LC  : Préoccupation mineure
Le Lièvre de Chine (Lepus sinensis) est une espèce de mammifères de la famille des Léporidés. Le Lièvre de Chine, se rencontre en Chine, à Taiwan et au Viêt Nam.

## Description
Le lièvre chinois est une petite espèce atteignant une longueur d'environ 40 à 76 centimètres et un poids de 1,25 à 1,94 kg, les femelles étant plutôt plus grandes que les mâles. La fourrure est courte et grossière, le dos et la poitrine étant marron et le ventre blanchâtre. Les grandes pattes postérieures sont fourrées, la queue est brune et le bout des oreilles porte des taches noires triangulaires. Il se distingue des autres espèces de Lepus par la forme et les détails de son crâne et de ses dents.

## Taxonomie
Le lièvre de Chine a été décrit pour la première fois par John Edward Gray en 1832. Le lièvre coréen (Lepus coreanus) était à un moment considéré comme une sous-espèce du lièvre chinois, mais des études moléculaires de l'ADNmt ont depuis montré que le lièvre coréen est en fait une espèce distincte. Cinq autres espèces de lièvres du genre Lepus sont présentes en Asie orientale : le Lièvre de Mandchourie (L. mandshuricus), le Lièvre variable (L. timidus), le Lièvre coréen (L. coreanus ), le Lièvre du Japon (L. brachyurus) et le Lièvre brun (L. capensis).

## Répartition
Le Lièvre de Chine est une espèce de lièvre endémique de Chine. Sa répartition s'étend vers dans les provinces chinoises de Anhui, Fujian, Guangdong, Guangxi, Guizhou, Hunan, Jiangsu, Jiangxi et Zhejiang. Il est aussi présent sur l'île de Taïwan et dans une partie du Nord-Est du Viêt Nam.

## Biologie
Le lièvre chinois a été peu étudié mais comme les autres espèces de lièvres, son régime alimentaire se compose d'herbes (Graminées) et d'autres matières végétales vertes, de bourgeons, de brindilles et d'écorces. Il est principalement nocturne et produit deux types de fèces, des boulettes humides et sèches. Il mange immédiatement les granulés humides afin d'extraire le maximum de valeur nutritive de sa nourriture. Il ne vit pas sous terre dans un terrier mais a une forme ou un nid dans une longue végétation. Une portée d'environ trois petits naît dans celle-ci et reçoit la visite de la mère une fois par jour pendant quelques minutes pour leur permettre de téter. Le lait maternel est particulièrement riche en protéines et en matières grasses et la période de lactation dure environ trois semaines. Divers carnivores se nourrissent du lièvre chinois et il compte sur sa vitesse de course rapide pour échapper aux prédateurs.

## Conservation
Le lièvre de Chine a une large distribution. L'UICN a évalué son état de conservation comme étant "de moindre préoccupation". Cependant, au Vietnam, il est présent dans une zone fortement peuplée et est menacé par la chasse. En Chine, sa tendance démographique est inconnue.